# Kottabos
Kottabos, (grekiska κότταβος), var ett hos forntidens greker vid dryckeslag förekommande sällskapsspel, som ska ha uppfunnits på Sicilien. I allmänhet gick det ut på att en liten kvantitet vin efter vissa regler antingen sprutades ur munnen eller stänktes ur bägaren, så att den fick falla på en liten vågskål, som därigenom sattes i  rörelse och stötte emot en nedanför stående figur. Av det sätt, varpå detta utföll, ansågs den spelande kunna få förutsägelse om tur eller otur i kärlek.

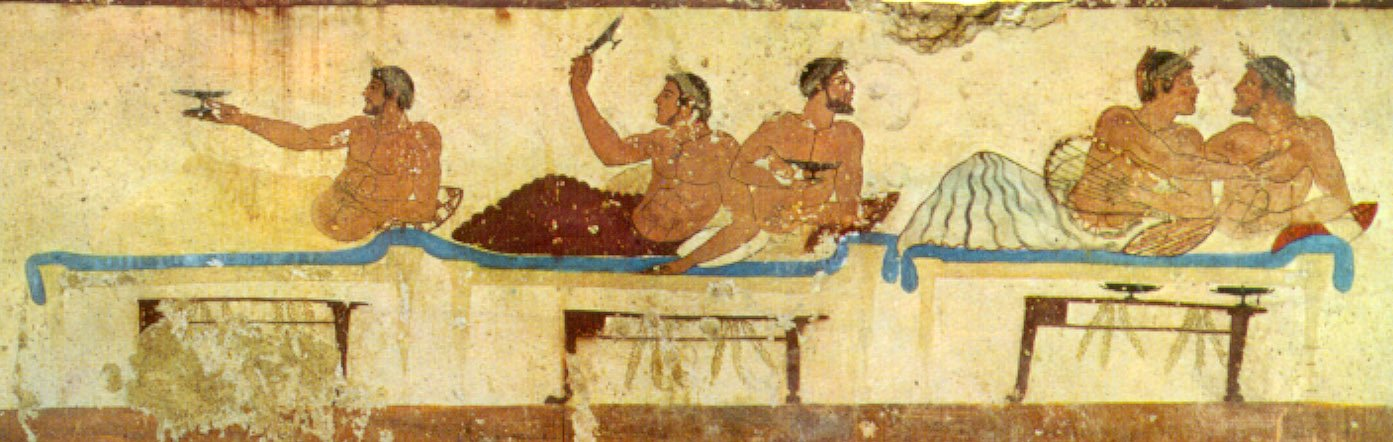
Symposiumscen med kottabo-spelare i en fresk i dykarens grav i Paestum (475 f.Kr.)

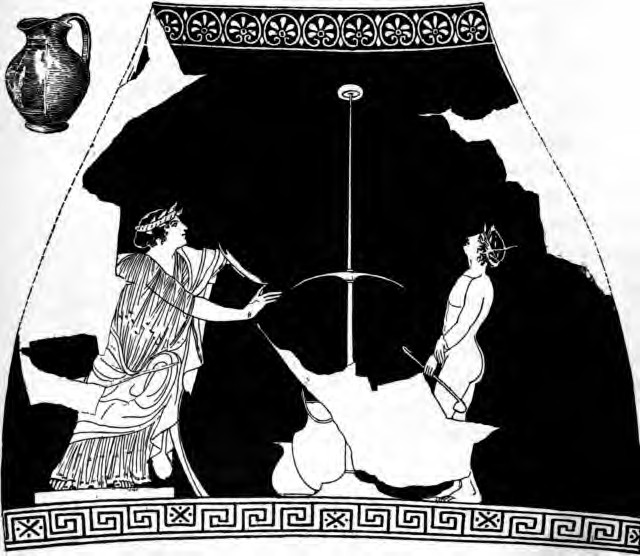
Kottabos kataktos.

Kottabos  var ett skicklighetsspel som var populärt under grekiska symposier och badhus, särskilt under 400-300 f.Kr.  Kottabos betyder tomt glas eller tom bägare. Det var en av symposiernas lekar och en mindre intellektuell underhållning.
Målet med spelet var att träffa ett mål, en tallrik eller en vas, med de vinrester som var kvar på botten av koppen. Vanligtvis var priset som gick till vinnaren ett äpple, lite godis, en kopp eller en kyss från den älskade som kastet tillägnades.

## Spelet
Spelet består i huvudsak av att kasta en liten mängd vin från en kylix på ett mål. Detta kräver avsevärd skicklighet, och att vara bra på kottabos ansågs lika värdefullt som att vara bra på att kasta spjut. Det var ett populärt spel på Sicilien, och möjligen även på andra håll. Speciella byggnader uppfördes där deltagarna kunde sitta i en ring runt målet. Som i så många andra spel där både skicklighet och en viss tur spelar in, sågs individens resultat i kottabos som ett tecken på hur det skulle gå med personen i framtiden – speciellt i relation till deras kärleksliv. Det var inte ovanligt att ha ett pris eller vadslagning i samband med spelet.
Det verkar som att kottabos först spelades på Sicilien, men det spred sig snabbt genom Grekland från Thessalien till Rhodos. I Aten var det mycket populärt och inte minst populärt under antiken. De flesta stora grekiska författare från denna period nämner kottabos i sina pjäser, och man finner också många skildringar på vaser. I romartiden hade spelet dött ut, och i den latinska litteraturen nämns det knappt.

## Regler
Målet är att kasta den sista resten vin i en kylix på ett sådant sätt att den träffar ett mål utan att spridas på vägen. Målet var ofta ett bronsställ med en liten statyett som innehöll en skiva, kallad plastinx. I mitten av stativet fanns en större skiva, kallad manes. Ett perfekt kast slog av plastinxen så att den föll ner på den större skivan och gav ett ljud som en gonggong. Den som kastade fick ligga som man normalt skulle ligga vid ett bord under ett symposium, och endast högerarmen fick användas.
Det finns flera varianter av spelet, med olika slags mål. Den vanligaste var en variant där små skålar fick flyta i en bassäng; spelarna fick sedan kasta vin i skålarna så de sjönk, och en variant där ett mer avancerat bronsställ med flera element användes. Detta skulle kunna användas på flera olika sätt, men användningen är något otydlig då varianten hade gått ur modet vid den tidpunkt då skriftliga källor börjar dyka upp.
I sin klassiska och mest komplexa form (kontaktos), bestod spelet i huvudsak av att slunga iväg de sista dropparna vin som var kvar i koppen för att träffa en lerskiva, placerat på en bronsstav cirka 1,8 meter hög. Ibland placerades målet i en osäker balans och framgången bestod i att träffa målet och få det att ljudligt falla ner.
Varianten ’’polytonic’’ hade som mål små flytande skålar i en större skål: den vann som lyckades få det största antalet av de små skålarna att sjunka när de träffades av vätskan.
Spelets popularitet, som var utbredd från 600-talet till 300-talet f.Kr., framgår av skildringar på antika vaser och av citat från klassiska författare, som i fallet med komedin Amipsia, med titeln ”Kottabos’’.
Den här artikeln är helt eller delvis baserad på material från norskspråkiga Wikipedia.